# Luiz Fernando Lisboa
Luiz Fernando Lisboa CP (ur. 23 grudnia 1955 w Marques de Valença w Stanie Rio de Janeiro w Brazylii) – brazylijski duchowny rzymskokatolicki, misjonarz, pasjonista, biskup diecezji Pemba w Mozambiku w latach 2013–2021, biskup diecezjalny Cachoeiro de Itapemirim od 2021, arcybiskup ad personam.

## Życiorys
23 stycznia 1977 złożył pierwsze śluby zakonne w Zgromadzeniu Męki Pańskiej a 18 grudnia 1982 śluby wieczyste. 10 grudnia 1983 otrzymał święcenia kapłańskie. 
W latach 1983–2001 pełnił różne funkcje w brazylijskiej prowincji Zgromadzenia Męki Pańskiej.
W 2001 wyjechał jako misjonarz do Mozambiku, gdzie pracował w misji swojego zgromadzenia w diecezji Pemba.
W 2010 powrócił do Brazylii a w 2011 został proboszczem parafii św. Teresy z Lisieux w mieście Colombo w stanie Parana w archidiecezji kurytybskiej.
12 czerwca 2013 papież Franciszek mianował go biskupem diecezji Pemba w Mozambiku, w której wcześniej pracował jako misjonarz. Sakrę biskupią przyjął 24 sierpnia 2013 w katedrze diecezji Osasco w Brazylii z rąk biskupa Lucio Andrice Muandula - przewodniczącego Konferencji Episkopatu Mozambiku. Ingres do kościoła katedralnego p.w. św. Pawła w mieście Pemba w Mozambiku odbył się 14 września 2013. W latach 2018-2021 był sekretarzem generalnym Konferencji Episkopatu Mozambiku.
11 lutego 2021 papież Franciszek przeniósł go na urząd biskupa diecezji Cachoeiro de Itapemirim w Brazylii i jednocześnie mianował go arcybiskupem ad personam.
Ingres do katedry w Cachoeiro do Itapemirim odbył 20 marca 2021.